# Stefan Wierbłowski

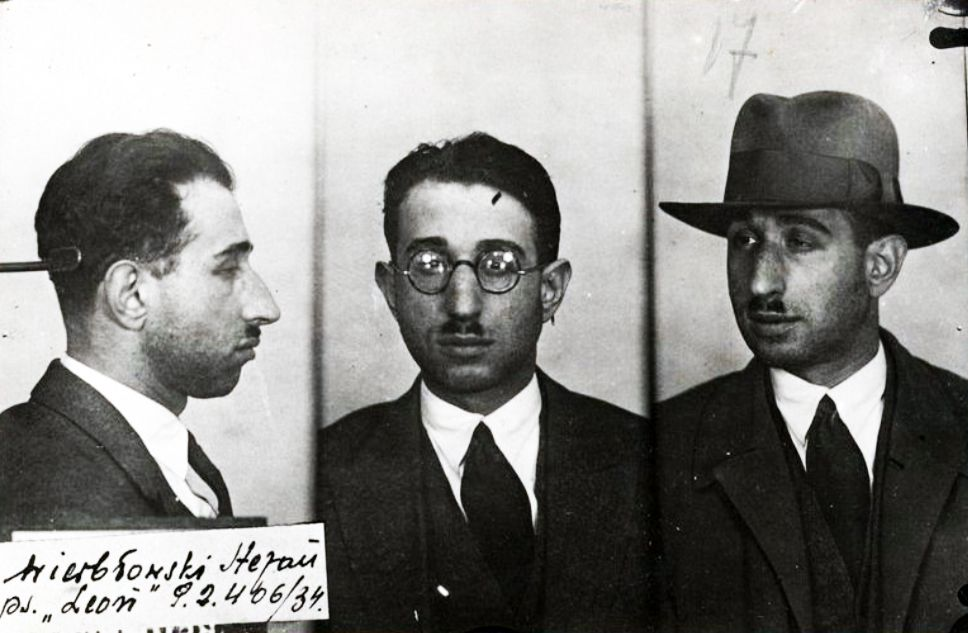
Stefan Wierbłowski po aresztowaniu przez Policję Państwową za działalność komunistyczną 1934

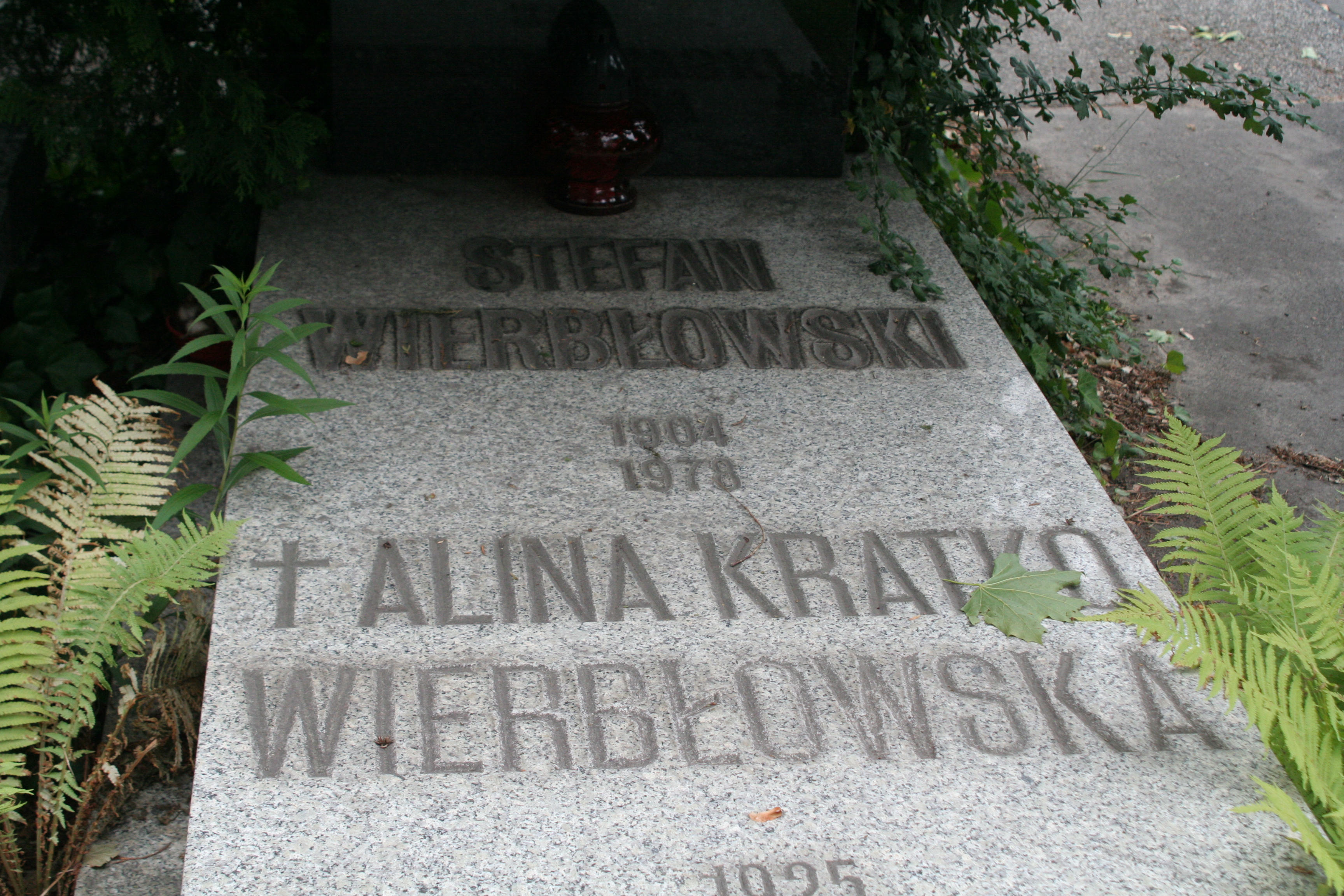
Grób Stefana Wierbłowskiego na cmentarzu Wojskowym na Powązkach

Stefan Wierbłowski (ur. 17 marca 1904 w Warszawie, zm. 4 grudnia 1978 tamże) – polski polityk komunistyczny i dyplomata PRL,  pełnomocnik tajnego Centralnego Biura Komunistów Polski przy Komitecie Centralnym WKP (b) (1944), ambasador Polski w Czechosłowacji (1945–1947). Członek Komitetu Centralnego Polskiej Partii Robotniczej (1944–1948), następnie członek Komitetu Centralnego Polskiej Zjednoczonej Partii Robotniczej (1948–1968). Redaktor naczelny Nowych Dróg (1959–1968).

## Życiorys
W latach 1919–1920 pracował w Drukarni Łazarewskiego Instytutu Komisariatu Ormiańskiego  Ludowego Komisariatu d.s Narodowości RFSRR jako ekspedytor. Od 1919 członek Komsomołu, od 1920 w Komunistycznej Partii Robotniczej Polski. W latach 1921–1924 sekretarz Komitetu Dzielnicowego Praga, członek i kierownik Centralnej Techniki. W latach 1923–1925 studiował w Wolnej Wszechnicy Polskiej na Wydziale Społeczno-Politycznym. W latach 1927–1930 w czasie studiów w Caen w Instytucie Chemii Przemysłowej był członkiem Francuskiej Partii Komunistycznej (m.in. członkiem Komisji Wykonawczej Grup Polskich). W latach 1931, 1933–1934 był członkiem Krajowego Sekretariatu KC KPP, członkiem i sekretarzem Centralnej Redakcji.  Po powrocie do Polski w 1935 został aresztowany za działalność komunistyczną i skazany na dwanaście lat więzienia.
Uwolniony po agresji III Rzeszy i ZSRR na Polskę przeszedł na teren okupacji sowieckiej. W końcu 1939 kierownik Wydziału Pracy Rejonowego Komitetu Wykonawczego w Białymstoku. W latach 1939–1940 pracował jako kierownik techniczny w Chemicznej Spółdzielni Pracy "CHIMTRUD" w Białymstoku. Od października 1940 do czerwca 1941 był sekretarzem redakcji w polskojęzycznym Sztandarze Wolności w Mińsku. Po wybuchu wojny niemiecko-sowieckiej ewakuowany, pracownik w Komitecie Wykonawczym Kominternu (IKKI) w Moskwie. W 1942 był redaktorem Nowych Widnokręgów w Kujbyszewie, potem w Moskwie. Od stycznia 1944 był członkiem i instruktorem tajnego Centralnego Biura Komunistów Polski przy KC WKP(b) w Moskwie.
W drugiej połowie 1944 wrócił do Polski jako członek Komitetu Centralnego Polskiej Partii Robotniczej. Otrzymał stanowisko zastępcy szefa Resortu Informacji i Propagandy PKWN, po przekształceniu 31 grudnia 1944 PKWN w Rząd Tymczasowy został podsekretarzem w Ministerstwie Informacji i Propagandy. Od 31 grudnia 1944 był również posłem do Krajowej Rady Narodowej. W dniu 30 marca 1945 otrzymał nominację na posła RP w Pradze. Został ambasadorem w Czechosłowacji, funkcję tę pełnił w okresie od 22 czerwca 1945 do 28 listopada 1947. W czasie swojej misji m.in. skutecznie interweniował u ministra spraw zagranicznych Czechosłowacji Jana Masaryka, gdy w grudniu 1945 władze w Pradze próbowały wysiedlić część Polaków z Zaolzia do Polski.
Odwołany z funkcji ambasadora w październiku 1947, został sekretarzem generalnym w Ministerstwie Spraw Zagranicznych w lutym 1948. W kwietniu 1951 został zaś podsekretarzem stanu w MSZ. We wrześniu 1954 jest zmuszony odejść z MSZ z powodu zawału serca. Wtedy został mianowany przewodniczącym Rady Naukowo-Wydawniczej Polskiej Akademii Nauk, kierownikiem Katedry Historii Powszechnej w Instytucie Nauk Społecznych KC PZPR oraz sekretarzem Komisji Biura Politycznego KC PZPR do Spraw Nauki. Jednocześnie nadano mu tytuł profesora nadzwyczajnego.
W 1956 został przewodniczącym Polskiego Komitetu do spraw UNESCO i członkiem Rady Wykonawczej UNESCO z ramienia Polski. W 1962 został wiceprzewodniczącym Rady Wykonawczej UNESCO. W marcu 1959 został redaktorem naczelnym Nowych Dróg, którą to funkcję sprawował do 1968, kiedy został skierowany na emeryturę.
Delegat na I, II, III i IV Zjazd Polskiej Zjednoczonej Partii Robotniczej. W latach 1948–1968 był członkiem KC PZPR.
Zmarł w Warszawie. Pochowany na cmentarzu Wojskowym na Powązkach (kwatera C 35-5-14).

## Ordery i odznaczenia
- Order Sztandaru Pracy I klasy
- Order Krzyża Grunwaldu II klasy
- Krzyż Komandorski Orderu Odrodzenia Polski (22 lipca 1949)[5]
- Krzyż Oficerski Orderu Odrodzenia Polski (19 lipca 1946)[6]
- Krzyż Kawalerski Orderu Odrodzenia Polski
- Medal 10-lecia Polski Ludowej[7]
- Wielka Wstęga Orderu Białego Lwa (Czechosłowacja, 1947)[8]
- Krzyż Komandorski z Gwiazdą Orderu Zasługi Republiki Węgierskiej (Węgry, 1948)[9]
- Order Flagi Narodowej I stopnia (KRL-D, 1954)[10]
- Order 9 września 1944 II stopnia (Bułgaria, 1948)[11]